# 33604 McChesney
33604 McChesney este o planetă minoră (asteroid) din centura de asteroizi. A fost descoperită pe 10 mai 1999 la Experimental Test Site⁠(d) de Lincoln Near-Earth Asteroid Research. 
Obiectul prezintă o orbită caracterizată de o semiaxă mare de 3,0224814 UAi, o excentricitate de 0,05, o înclinație de 2,17964 ° în raport cu ecliptica.